# Amblin'
Amblin' é o primeiro curta-metragem completo em 35 mm dirigido pelo diretor estadunidense Steven Spielberg. Foi lançado em 18 de dezembro de 1968, embora não em cinemas comerciais, no dia em que Spielberg completou 22 anos. É de certa forma o curta-metragem que deu início à carreira de sucesso que o diretor começaria a fazer alguns anos depois, e até hoje, no mundo do cinema. O título significa “andar sem pressa”.

## Sinopse
A história é protagonizada por um cara (Richard Levin) e uma garota (Pamela McMyler), muito jovens, que fazem carona pelo deserto até a Califórnia, sem que nenhum dos dois diga uma palavra. É uma história de amor durante a era hippie do final dos anos 1960 (quando o curta foi filmado). O filme usa o silêncio como recurso, mas é acompanhado por um violão como trilha sonora do início ao fim. A garota acha que o homem é hippie e então o insinua para experimentar drogas e fazer sexo em um saco de dormir. Após a cena que alude à relação sexual, os dois chegam a uma praia paradisíaca, onde o personagem de Levin faz várias travessuras com sua prancha de surfe, momento em que a menina aproveita para conferir a caixa do violão. Ela fica desapontada ao encontrar vários objetos que não se relacionam de forma alguma com seu companheiro com o hippie que ela acreditava que ele fosse, então ela acaba abandonando-o.

## Produção
Depois de conhecer George Lucas em 1967, e como outros diretores aprendizes, Spielberg também conseguiu seu melhor trabalho como autor amador graças ao patrocínio. O benfeitor de Spielberg, Dennis Hoffman, emprestou-lhe seu dinheiro em troca do diretor estreante concordar em colocar seu nome no filme finalizado, para apresentação no Segundo Festival Internacional de Cinema de Atlanta. Seu produtor era dono de uma rede de lojas especializadas em ótica e deu-lhe US$ 10 000 para a realização de Amblin'. O curta dura 26 minutos e foi filmado em 35 milímetros e em cores.
Spielberg contou com a ajuda de Michael Lloyd, autor da trilha sonora, e de Allen Daviau, na iluminação e edição. O filme foi rodado nos fins de semana e, segundo quem o viu, o resultado surpreendeu a todos porque o film não era típico de um amador, mas tinha uma aparência técnica totalmente profissional.

## Repercussão
O filme ganhou o prêmio de Melhor Curta-Metragem no Festival de Cinema de Atlanta. Esse formato permitiu que Spielberg conseguisse seu primeiro contrato na indústria, graças a Chuck Silvers, um amigo seu que o apresentou a Sid Sheimberg, chefe da seção de televisão da Universal. Sheimberg ficou tão impressionado com suas qualidades que lhe ofereceu um contrato de sete anos, com a promessa implícita de que isso permitiria que ele ingressasse no cinema profissional se suas esperanças de uma atuação de sucesso se concretizassem.